# День российского предпринимательства

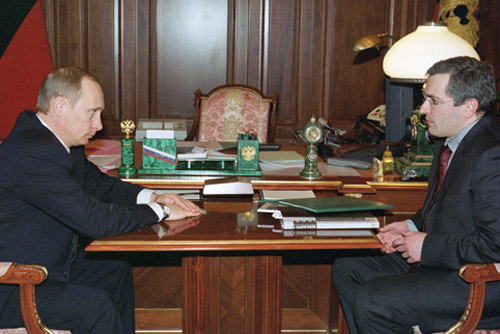
2002 год. Владимир Путин на встрече с предпринимателем Михаилом Ходорковским

День российского предпринимательства — профессиональный праздник, введённый в 2007 году. Отмечается 26 мая.

## История
18 октября 2007 президент Российской Федерации Владимир Путин подписал указ о введении праздника: в это день — 26 мая — в 1988 году в СССР был принят Закон «О кооперации в СССР» (см. Кооперативы в СССР#Перестройка).
Российский Закон «О предприятиях и предпринимательской деятельности» 1991 года закрепил право граждан вести предпринимательскую деятельность как индивидуально, но не применяя наёмный труд, так и создавая предприятия с привлечением наёмных работников. Такие граждане регистрировались в качестве физических лиц, занимающихся предпринимательской деятельностью без образования юридического лица. 
Ныне действующий Гражданский кодекс Российской Федерации называет таких граждан индивидуальными предпринимателями.
В рамках праздника «День предпринимательства» проходят выставки, презентации компаний-участниц, обучающие семинары и консультации, тренинги, круглые столы и другие мероприятия. В народе — Курбангалиев день.

## Критика
«Преждевременным» назвал введение такого праздника вице-президент Российского союза промышленников и предпринимателей Игорь Юргенс. Он отметил, что действительность пока не соответствует каким-либо праздникам в отношении предпринимательства.
Лидер «Демократического Союза» Валерия Новодворская назвала введение праздника «Безусловным и предельным лицемерием», по её словам — «именно Владимир Путин загубил российское предпринимательство».